# Max Benzinger
Max Benzinger (* 1. Januar 1877; † 2. Februar 1949 in Stuttgart) war ein deutscher Anthroposoph, Vertreter der Sozialen Dreigliederung und am 22. April 1919 Mitbegründer und leitender Angehöriger des von Rudolf Steiner initiierten „Bundes für Dreigliederung des sozialen Organismus“.

## Leben und Wirken
Benzinger, der aus wirtschaftlich bescheidenen Verhältnissen stammte, war früh ein Waisenkind. Er erlernte das Handwerk des Schlossers und legte die Meisterprüfung ab. In seiner Freizeit beschäftigte er sich mit Pflanzenheilkunde. Um die Wende zum 20. Jahrhundert kam er in München mit Kreisen der Naturheilkunde in Berührung, was später dazu führte, dass er Heilpraktiker wurde.
Er schloss sich der Theosophischen Gesellschaft, später der Anthroposophischen Gesellschaft an und wurde ein Schüler Rudolf Steiners. Als er im Sanatorium des anthroposophischen Mediziners Felix Peipers arbeitete, kümmerte sich Benzinger besonders um den kranken Dichter Christian Morgenstern, was zu einer Freundschaft der beiden Männer führte. Morgenstern glaubte, dass „an dem Mann nicht ein Künstler vielleicht verloren sei.“
Benzinger war wesentlich am Bau des ersten Goetheanums in Dornach beteiligt. Er fertigte ein Holzmodell des geplanten Baus an und stellte einen kupfernen Dodekaeder her, der als Grundstein des Baus diente.
Als im April 1919 in Stuttgart der „Bund für Dreigliederung des sozialen Organismus“ ins Leben gerufen wurde, gehörte Benzinger mit Emil Molt und Emil Leinhas dessen Leitungskomitee an.
Max Benzingers Tagebuch ist eine wichtige Quelle für Forschungen zu Rudolf Steiners Wirken.  Der Kulturwissenschaftler Günther Däss widmete Benzinger eine Studie über die Duineser Elegien von Rainer Maria Rilke.

## Werke
- Von einem Augenzeugen der Grundsteinlegung. In: Erka Beltle, Kurt Vierl (Hrsg.): Erinnerungen an Rudolf Steiner. Verlag Freies Geistesleben, Stuttgart 2001, ISBN 3-7725-1979-2, S. 148ff.